# Championnats d'Afrique de gymnastique rythmique
Les championnats d'Afrique de gymnastique rythmique sont une compétition sportive continentale de gymnastique rythmique organisée par l'Union africaine de gymnastique.

## Liste des championnats
| Édition | Année | Lieu            |
| ------- | ----- | --------------- |
| 1       | 1990  | Alger           |
| 2       | 1992  | Casablanca      |
| 3       | 1994  | Johannesbourg   |
| 4       | 1998  | Walvis Bay      |
| 5       | 2000  | Tunis           |
| 6       | 2002  | Alger           |
| 7       | 2004  | Thiès           |
| 8       | 2006  | Le Cap          |
| 9       | 2009  | Le Caire        |
| 10      | 2010  | Walvis Bay      |
| 11      | 2012  | Pretoria        |
| 12      | 2014  | Pretoria        |
| 13      | 2016  | Walvis Bay      |
| 14      | 2018  | Le Caire        |
| 15      | 2020  | Charm el-Cheikh |
| 16      | 2022  | Le Caire        |
| 17      | 2023  | Moka            |
| 18      | 2024  | Kigali          |
| 19      | 2025  | Le Caire        |